# Dickschnabel-Bronzekuckuck
Der Dickschnabel-Bronzekuckuck (Chrysococcyx crassirostris) ist eine Kuckucksart der Wallacea. Die Art umfasst die zwei Unterarten C. c. crassirostris (Salvadori 1878) und C. c. salvadorii (Hartert und Stresemann 1925).

## Systematik
Die Art wird von einigen Autoren als Unterart des Grünscheitel-Bronzekuckucks gesehen, nach mtDNA-Analysen ist der Dickschnabel-Bronzekuckuck nah mit dem Kleinen Bronzekuckuck und dem Rotschwingen-Bronzekuckuck verwandt. Auf Babar gibt es Hybride des Dickschnabel- und einer Unterart des Kleinen Bronzekuckucks.

## Merkmale
Der Dickschnabel-Bronzekuckuck ist ein kleiner Kuckuck, der etwa 16 cm groß wird. Der Geschlechtsdimorphismus ist stark ausgeprägt. Das Männchen der Nominatform ist oberseits blau-grün glänzend mit einem weißen Bereich auf den Deckfedern. Die Flanken sind leicht braun gesperbert, die Brust ist weiß. Das Kopfgefieder des Weibchens hingegen ist braun glänzend gefärbt, die Flügel dunkelgrün glänzend. Die Flanken sind braun gesperbert. Das Männchen von C. c. salvadorii unterscheidet sich durch eine stärkere grüne Färbung der Oberseite sowie eine ausgeprägtere Sperberung der Flanken und der Brust.

## Verbreitung
Der Dickschnabel-Bronzekuckuck ist endemisch für die Molukken. Die Nominatform C. c. crassirostris kommt auf den Tanimbarinseln und den Kei-Inseln vor. Die Subspezies C. c. salvadorii nur auf Babar. Es liegen keine Populationsgrößenschätzungen vor, die Art wird als nicht gefährdet eingeschätzt.

## Lebensweise
Der Dickschnabel-Bronzekuckuck bewohnt verschiedene Habitate wie Wälder und Waldränder aber auch anthropogen geschaffene Habitate wie Gärten. Meist werden Raupen gefressen. Wie andere Chrysococcyxarten ist er ein Brutparasit. Hauptwirtsvögel sind Individuen der Art Gerygone dorsalis.